# Dominique Urbany

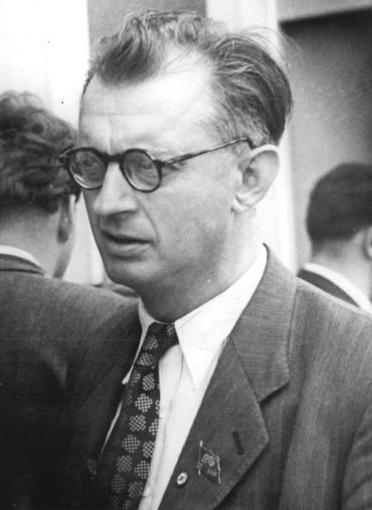
Dominique Urbany (1950)

Dominique Urbany (* 29. März 1903 in Rümelingen; † 21. Oktober 1986 in Luxemburg) war ein luxemburgischer Politiker (KPL). Er war der Vater von René Urbany.

## Leben
Urbany, Sohn eines Arbeiters, war von Beruf Lehrer. Im Januar 1920 beteiligte er sich am Gründungsparteitag der Kommunistischen Partei Luxemburgs (KPL). 1929 wurde er ins ZK der KPL gewählt, 1930 in dessen Politbüro. Von 1932 bis 1965 war Urbany Generalsekretär, von 1965 bis 1976 Vorsitzender der KPL. 1934 wurde er unter der Regierung Joseph Bech zusammen mit seinem Schwager Jean Kill aufgrund seiner Mitgliedschaft in der KPL aus dem Schuldienst entlassen. 1935 nahm er als Delegierter der KPL am VII. Kongress der Komintern in Moskau teil. Nach der Besetzung Luxemburgs durch deutsche Truppen ging Urbany in den Untergrund und beteiligte sich am Widerstand. 
Von 1945 bis 1968 war Urbany Mitglied des luxemburgischen Parlaments und Vorsitzender der kommunistischen Fraktion. Von Juni 1946 bis März 1947 war er Minister für Sozialfürsorge und Gesundheit in der Regierung der nationalen Einheit. Im November 1960 nahm der am Internationalen Treffen der kommunistischen und Arbeiterparteien in Moskau teil, im Juni 1976 an der Konferenz der kommunistischen und Arbeiterparteien in Berlin. 1976 löste ihn sein Sohn René Urbany vom Posten des Parteivorsitzenden ab. Er selbst blieb jedoch bis zu seinem Tode Ehrenvorsitzender der KPL.

## Auszeichnungen
- 1956 – Ritter des Ordens der Eichenkrone (Luxemburg)
- 1973 – Orden der Oktoberrevolution (Sowjetunion)
- 1978 – Orden der Freundschaft (Tschechoslowakei)